# Caijiaquan
Il Caijiaquan (蔡家拳, pugilato della famiglia Cai, Choy Gar Kuen in cantonese) è una delle 5 scuole di arti marziali cinesi più importanti della provincia del Guangdong ed è perciò uno stile classificato come Nanquan.

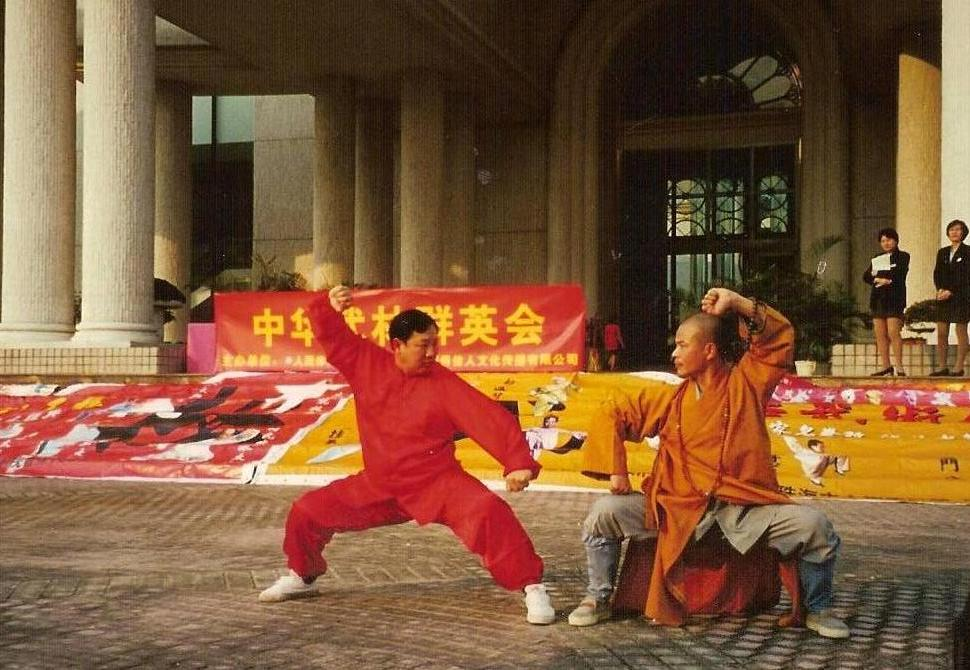
Un praticante di Cai Jia con un monaco Shaolin

## Origini e Storia
Secondo la tradizione questo stile sarebbe stato creato durante il regno di Qianlong nell'epoca della dinastia Qing dal monaco Buddista Shaolin, Cai Jiuyi (蔡九仪, che è identificato in Cai Zhanguang 蔡展光). Cai Juyi è citato in una sezione del libro Guoshu gailun (国术概论, introduzione all'arte nazionale) del 1937, dal titolo “Shaolinquan shi xi biao”(少林拳世系表, tavola della genealogia dello Shaolinquan) come quattordicesima posizione nella trasmissione dello Shaolinquan.
Come per gli altri quattro stili maggiori del Guangdong è legato alla La leggenda dei 5 Antenati.
Attualmente è praticato a Lianjiang (濂江), Zhanjiang (湛江), Maoming (茂名), Huazhou (化州), Zhongshan (中山), Jiangmen (江门), ecc.

## Caratteristiche

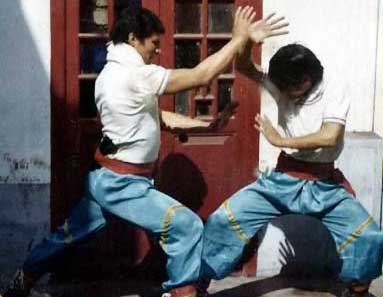
Praticanti di caijiaquan in Sud america

Ha posture con posizioni delle gambe e movimenti delle braccia ampi, spesso le mani adottano la forma detta “ad occhio di fenice” (fengyan quan). Nella maggior parte dei casi in questa scuola si ricerca la distanza, ma a Zhongshan Nanlang  c'è una variante caratterizzata da colpi a corta distanza.
L'articolo Nanquan Ge Menpai Quanzhong Jieshao afferma che questo stile predilige la velocità, da qui il detto L'Hongjiaquan dice posizioni ed avambracci, il Caijia dice colpire velocemente (洪家讲桥马，蔡家讲快打). Queste sono istruzioni ritmate: kuaisu lingqiao, minjie duobian, xiaoshen jieli, yinshilidao, shanhua qiaoqiu, zhi keyi qiaoqiu sheng, bu keyi lizhengheng  ( 快速灵巧、敏捷多变、消身借力、因势利导、闪化巧取、只可以巧取胜、不可以力争衡, cioè veloce ed abile, agile e variabile,  al corpo fragile presta la forza, guida le azioni in accordo con le circostanze, cambia angolo velocemente,se può  ingegnosamente ottenere il successo, non può sforzarsi di produrre la forza  ).

## Taolu
I principali Taolu a mano nuda del Caijiaquan sono: Shiziquan (十字拳); Da yun tian (大运天); Xiao yun tian (小运天); Tianbian yan (天边雁); Liu sui mei (柳碎梅); Liangyiquan (两仪拳); Sixiangquan (四象拳); ecc. Quelli con le armi sono: Dan tou gun (单头棍); Shuang tou gun (双头棍); Caijia da ba (蔡家大钯); shuangdao (双刀).